# وینیگشتدت
وینیگشتدت (به آلمانی: Winnigstedt) یک روستا در آلمان است که در Elm-Asse واقع شده‌است. وینیگشتدت ۸۹۲ نفر جمعیت دارد. خاک این روستا کیفیت خوبی دارد و از سمت جنوب با روستای هسن در زاکسن_آنهالت هم مرز می‌باشد. 